# ドラゴンクエストモンスターズ ジョーカー2
『ドラゴンクエストモンスターズ ジョーカー2』（DRAGON QUEST MONSTERS Joker2）は、2010年4月28日にスクウェア・エニックスからニンテンドーDS向けに発売されたロールプレイングゲーム。『ドラゴンクエストモンスターズ ジョーカー』シリーズの第2作。2011年3月31日に発売された『ドラゴンクエストモンスターズ ジョーカー2 プロフェッショナル』（DRAGON QUEST MONSTERS Joker2 PROFESSIONAL）についても説明する。

## 概要
ゲーム中に登場するモンスターを育成するRPGであるドラゴンクエストモンスターズシリーズの第5作。2006年に発売された前作から実に約4年ぶりの新作である。
今作も略称の"DQM"が大きく書かれたロゴになっており、その横には2（○の中に2）と書かれている。前作と同じく、ナンバリングシリーズの"黄金トリオ"が製作に関わっている。

## 登場人物
「★」マークの付いたキャラクターはプロフェッショナル版でのみ登場することを示す。

### メインキャラクター
主人公
本作の主人公。黒髪の少年。密航者としてモンスターバトルグランプリ（以下、バトルGP）会場へ向かおうとしていた。ある出来事がきっかけで絶海の孤島に不時着。オリジナル版では赤い上着を着ているが、プロフェッショナル版では青い上着を着ている。
セブンス
飛行船の船長。頭に紫色のバンダナを巻いている。船長として責任感の強い人物で乗客の安全を何より優先する。密航でバトルGPへ向かおうとしたことがばれて出場停止を受けた過去があり、密航者だった主人公をかつての自分とダブらせ、温情で見習い船員として迎え入れた。
ホーガン
飛行船の整備士。セブンスの部下。言葉遣いは乱暴だが、気はいい。主人公を最初は新入りと見下す描写が見られたものの、孤島での出来事がきっかけで、マスターとして羨望している。
キストーラ
女性マスター。セレブな生活を送っているが、かつてはすご腕マスターだった。ホーガンと同じく、主人公を最初は密航者という理由で見下す描写が見られたものの、孤島での出来事がきっかけで、マスターとして一定の評価をしている。主人公をハレンチボーイと呼んでいる。シャルロットという名のモーモンを可愛がっている。
ルボロー
考古学者。若くしてモンスターに関しての研究をしている。
ゴルッテ
バトルGPマニアと呼ばれる老人男性。右手にドラゴンの装飾が施された杖を持っている。以前孤島に住んでいた者の血を受け継いでいる。
ピスカ
バトルGPのアイドルコンパニオンとして働いている少女。頭に黄色のうさみみバンドを付けている。
シャルロット
キストーラが引き連れているモーモン。孤島に不時着して以後、キストーラの指示に背いて島の各所を訪れるなど不可解な行動が目立っていたが、その正体はレオソードが闇に染まる間際に逃がした善の心の化身であった。
ドン・モグーラ
大柄かつ丸々とした身体のモグラのモンスターで、洞窟のモンスターたちのリーダー。理知的な性格で部下から慕われており、主人公たちへも協力してくれる。平原にある洞窟内の格闘場でバトルGPを開催している主催者。
元々は『VIII』に登場したボスキャラクターである。
ハイゴナ
主人公にモンスター同士の配合を施したり、それに関するアドバイスをするモンスター（姿はドルイド）。孤島の洞窟で出会う。
アロマ・ゲブズリン
青髪をした少女で、前回のバトルGPのチャンピオン。前作にも同名のキャラクターがいたが、『ジョーカー3 プロフェッショナル』で『1』と『2』のアロマは別人と明らかにされており、本作では「ゲブズリン一族は最も優秀なマスターがアロマと名乗ることができる」という設定となっている。
ゲームオープニング後、飛行船前でセブンス船長が彼女と話している描写があるが、この時点では後ろ姿だけなので本人であるのか明確に分からなくなっている。島で人間たちが行うバトルGPの決勝戦で主人公と戦うことになる。
エンディング後ではガルマッゾとデモンスペーディオを用いての再戦を挑んでくる。プロフェッショナル版では『ドラゴンクエストIX』のガナン帝国3将軍を連れて再戦し、さらに3度目以降の再戦もあり、ニンテンドーWi-Fiコネクションでダウンロードしたパーティのデータを用いて勝負を挑む（本人曰く、カネとコネでどうにかしたらしい）。
3DS版『ドラゴンクエストモンスターズ2 イルとルカの不思議なふしぎな鍵』にて、イベントバトルの対戦相手としてゲスト出演。その際の使用モンスターもデモンスペーディオとガルマッゾ。こちらでもゲブズリンの名を呼ばれているが怒りだす様子はなく、「デリカシーがない」と言っていた。

### サブキャラクター
ゼラム
神を超える野心を抱いた古代人の一人。優秀な科学者であり、遺跡を数々の罠や自作の機械モンスターに警護させ、遺跡地下でオムド・ロレスの設計と開発を主導した。レオソードに勝利し野望は達成したものの、オムド・ロレスを制御しきれずに死亡する。
キャプテン・クロウ
『VIII』からのキャラクターで、前作にも出た幽霊海賊。今作では天候が悪いエリアを選ぶと現れることがある。クリア前に3回、クリア後に2回、合計5回の戦いに勝つと、無理矢理仲間になる。キャプテン・クロウは配合では作れないので、基本的にはゲーム内で1体しか手に入らない希少価値が高いモンスター。2体以上欲しい場合は誰かに交換してもらうか、すれ違い通信でスカウトするか（プロフェッショナルでは不可）の2択である。
通常版では、2010年6月10日から7月7日までDSステーションで配信され、通常のすれ違い通信と異なり、最初は2回まで連続でバトル可能。3回目以降は通常のすれ違い通信同様、10回以上他の人とすれ違う必要がある。
サージタウス
遺跡深部への扉を守るガーディアン。ケンタウロスのような姿をして巨大な速射クロスボウで武装したロボット（シリーズにおけるキラーマシンの派生形としてデザインされている）。遺跡の各所に刻まれている文字によれば、かつて島の宝ともいえる重要アイテムを盗み出したゼラム一味が、奪還を妨害するために作り出したものであるとされている。
本作における重要モンスターおよび上位モンスターの一部は黄道十二星座をモデルとしており、サージタウスはいて座（サジタリウス）がモデルである。
闘神レオソード
孤島を守っている巨大な獅子で、「戦の神」と呼ばれている。両手に巨大な剣を2本構えており、鎧を身に着けている。島に住む巨大モンスターを従える神だったがオムド・ロレスとの闘いで闇に堕ち、心が分離してしまい力だけが残った抜け殻状態となり、邪神と化してしまった。地下遺跡の最深部に封印されており倒すと闇から解放され正気を取り戻す。ドン・モグーラがバトルGPを開催した理由は、闇に堕ちてしまったレオソードを助けることができる者を探すためであった。
非常に複雑な条件が必要であるが配合でプレイヤーが入手することもできる。「邪神レオソード」は通常版では敵限定のモンスターだったが、プロフェッショナル版ではこちらも別モンスター扱いで入手可能。
★少年レオソード
ピピッ島に姿を現した幼少期のレオソードの夢。まだ子供であるため、主人公とほぼ同じ身長しかないほど小柄である。闘神となったレオソードは皆から敬われる高潔な存在だったが、少年時代は非常に自信過剰で傲慢な性格。現在のレオソードは当時の自分を恥じている。
人間をか弱い存在と考えていたが、ヒヒュルデと闘う主人公から人間の強さを知る。その後は考えを改め、バトルGP開催のきっかけとなった。
オムド・ロレス
闘神レオソードを超えるために太古の人間の科学者・ゼラムが作り出した兵器。巨大な天秤と無数の歯車を組み合わせたような異形の器物の姿をしている。レオソードと闘い邪神に染めた後、自ら魔界を作り出しその最深部でレオソードとの闘いの傷を癒していた。
「強さに意味など不要」としてただ力そのものを求め続ける存在で、創造主であるゼラムも喰らってしまった。足元にはそのゼラムの亡骸が倒れており、「オムド・ロレスは人間の欲望を映す鏡だった」と遺書を残している。
エスターク
断崖の洞穴に出現する、氷漬けになっていた謎の魔物。前作にも登場しており、元々は『IV』『V』の重要キャラクターで「地獄の帝王」の異名を持つ。『V』と同様にあまりに長時間眠っていたため記憶を失っており（戦闘前後の会話もほぼ同じ）、特性の効果で戦闘開始時に眠っている場合がある。特定の条件を満たして倒すと仲間になる。
プロフェッショナル版では下記のヒヒュドラード撃破後に戦えるようになるため、オリジナル版とは比較にならないほど強化されている。
★ピピット族
夢と現実の狭間の世界であるピピッ島に住むヒヨコのような種族。邪獣ヒヒュルデの出現によって存亡の危機に立たされる。
★ティコ
ピピット族の少女。色は黄色く、頭にピンクの花飾りを着けている。ピピッ島の危機を救うため、主人公たちを島に案内する。
★ククリ
ピピット族の少女。色は桃色で、頭に黄色の花飾りを着けている。人間を見下した言動をとる。島の危機を救うため、少年レオソードをスカウトする。
★長老
ピピット族の長老。色は薄い紫色で、目が白いまつ毛で隠れている。主人公にヒヒュルデの討伐を依頼する。
★邪獣ヒヒュルデ
ピピッ島を恐怖に陥れた邪悪な魔物で、四つの目を持ち鎧を纏った巨大な猿の姿をしており、玉座の上で頬杖をついてふんぞり返っている。本来は神獣によって封印されるはずだったが隙を見て逃亡し、元いた世界からピピッ島へやって来た。神獣によれば、本来のヒヒュルデは逃げ足だけが取り柄の弱い魔物であったらしいが、聖地の力を吸収して強大な力を得た。部下を召喚して主人公たちを挟み撃ちにしたり、敗北を認めた振りをして騙し討ちを試みるなど性格は卑劣。
★ヒヒュドラード
主人公たちに敗北し、後の無くなったヒヒュルデが聖地で得た力を解放して変異した姿。四つん這いの巨大なヒヒの姿をしており、知性は失われたが戦闘能力はより圧倒的なものとなっている。
★キングモーモン
王冠を被り、髭を蓄えた巨大なモーモン。ピピッ島を統治する存在だが、強大な力を得た邪獣ヒヒュルデに追放（側近のモーモン曰く、実際にはヒヒュルデを恐れて異世界に逃亡したらしい）されてしまう。ヒヒュルデ消滅後に復帰し、この世界を救ってくれた主人公とレオソードに礼を述べ、「何かあれば我らの一族が力になる」と約束を交わした。
神獣
前作では主人公のパートナーだったモンスター。口調は一人称が「我」、二人称は「汝」。名前にトランプの名称が入っている。闇に堕ちたレオソードを倒すと、各地にランダムで鏡の形をしたゲートが現れ、調べると強制的に神獣と戦うことになる。4回目の戦いで勝つと神獣から「ジュニア」を託される。配合の仕方が特殊で、ランク表示が??になる。
プロフェッショナル版では、ストーリー関連キャラクターとしても登場（姿は「キングスペーディオ」の形態）。ピピッ島で瀕死の状態だったところを主人公に救われ、邪獣ヒヒュルデを滅ぼすため主人公たちと共闘することになる。この際の主人公との会話から、前作に登場した神獣と同一の存在あることが分かり、前作の主人公との経験からモンスターマスターの力を信頼していることが分かる。また、上述のゲート出現はレオソード撃破後ではなくヒヒュルデ撃破後に変更された。

## 登場モンスター
前作の『ジョーカー』では210種のモンスターしか登場しなかったが、今作では101種類が追加され、併せて311種類のモンスターが登場する。モンスターが増えたことにより、配合方法がより複雑になっており、配合の組み合わせも若干変わっている。プロフェッショナル版でもさらに124種の登場モンスターが追加され合計421種（強・最強などの進化配合を含めると886種）ものモンスターが登場する。また追加された種族や進化配合などにより、配合の組み合わせも通常版から変更された部分もある。全てのモンスターに位階値が割り当てられており、「強」「最強」モンスターの例外を除き位階が高いモンスターほどランクが高い。「強」「最強」モンスターとなっても位階は変わらない。★は、プロフェッショナル版のみ登場。

### Fランク
- スライム
- コドラ
- カバシラー
- ももんじゃ
- わらいぶくろ
- ドラキー
- ゴースト
- タマゴロン
- リザードキッズ
- くしざしツインズ
- いたずらもぐら

- どろにんぎょう
- リップス
- きりかぶおばけ
- リーファ
- いばらドラゴン
- はさみくわがた
- キャタピラー
- プークプック
- おばけキャンドル
- おおめだま
- おばけきのこ

- バブルスライム
- アルゴリザード
- ヘルホーネット
- おおきづち
- ブリザード
- プチット族
- マドハンド
- ホイミスライム
- マッドプラント

★
- おにこぞう
- キャタピラー
- ばくだんベビー
- ヘルボックル
- ぐんたいアリ
- はなカワセミ
- ポンポコだぬき
- リザードフライ
- スモークグール

### Eランク
- スライムベス
- デンデン竜
- ベビーパンサー
- デッドペッカー
- ガオン
- シャーマン
- ドロル
- ドラゴスライム
- スノードラゴン
- キメラ
- イエティ
- ばくだんいわ

- じんめんガエル
- ミイラおとこ
- スライムファング
- いっかく竜
- あばれうしどり
- コサックシープ
- フレイム
- くびかり族
- エビルドライブ
- スライムつむり
- ドラゴンブッシュ
- ポグフィッシュ

- ホークブリザード
- リンリン
- ドルイド
- ドロルメイジ
- ぶちスライム
- プリズニャン
- アルミラージ
- ワンダーフール
- おどるほうせき
- ベビーパンサー
- スキッパー

★
- おおにわとり
- ミステリードール
- ブッチョマン
- サボテンボール
- キャットフライ
- ジャンバラヤン
- ダッシュラン
- ヌボーン
- フェアリードラゴン

### Dランク
- スライムカルゴ
- ドラゴン
- モーモン
- ひとくい箱
- びっくりサタン
- ダースウルフェン
- スノーム
- スカルゴン
- せみもぐら
- よるのていおう
- シャドー
- ハエおとこ
- スライムナイト
- ドラゴンバゲージ

- ぐんたいガニ
- サーベルきつね
- さつじんいかり
- レッサーデーモン
- パラサキス
- メタルスライム
- ストーンスライム
- フーセンドラゴン
- おおさそり
- オーク
- ゴールドマン
- ビックアイ
- がいこつ
- エンゼルスライム
- ギャオース

- おおうつぼ
- とらおとこ
- メタッピー
- シルバーデビル
- ぼうれいけんし
- もりもりスライム
- ダースドラゴン
- プチアーノン
- ブラウニー
- ひょうが魔人
- あくましんかん
- メタルライダー
- もりもりベス
- タイラントワーム

★
- ポムポムポム
- いわとびあくま
- クラウンヘッド
- あばれこまいぬ
- ビッグアイ
- ぶちキング
- とっしんこぞう
- あくましんかん
- よろいムカデ
- きりさきピエロ
- デビルアーマー

### Cランク
- 強スライム
- 強キメラ
- 強おどるほうせき
- 強プチット族
- バトルレックス
- ヘルコンドル
- リリパット
- パペットこぞう
- エビルアングラー
- スカルサーペント
- スライムブレス
- タツノコナイト
- キラーパンサー
- ガーゴイル

- わかめおうじ
- おおドラキー
- くさった死体
- スライムタワー
- 海竜
- じんめんじゅ
- マーマン
- エビルポット
- オクトセントリー
- さまようよろい
- キングスライム
- バルンバ
- グランドシャーク
- かくとうパンサー

- メタルハンター
- ガンダタこぶん
- あくまのめだま
- ベホマスライム
- メタルドラゴン
- とつげきうお
- サイコロン
- ゴーレム
- ひとくいサーベル
- スライムボーグ
- エビラ
- ダンビラムーチョ
- サイレス
- ウイングタイガー

★
- リカント
- ガマキャノン
- ウィングデビル
- ダーククラブ
- アイアンタートル
- キラーエイプ
- タイガーランス
- アイアンブルドー
- くもの大王
- ピピット

★
- イノブタマン
- ケルベロス
- ドラゴンマッド
- ぬしさま
- じごくのもんばん

### Bランク
- 強ドラゴン
- 強モーモン
- 強がいこつ
- まどうスライム
- アルゴングレート
- ヘルダイバー
- かぶとこぞう
- ひくいどり
- ようがん魔人
- キラーアーマー
- ソードファントム
- しりょうのきし
- ダークスライム

- ドラゴンソルジャー
- デスファレーナ
- バードファイター
- ボル
- なぞのしんかん
- ボーンナイト
- エビルスピリッツ
- ワンダーエッグ
- スカイドラゴン
- コングヘッド
- ピンクモーモン
- ミミック
- アークデーモン

- ゆうれい船長
- ダークナイト
- シャークマジュ
- リザードファッツ
- おおがらす
- キラーピッケル
- ボストロール
- ジャミラス
- ナイトリッチ
- ルーファ
- スライムベホマズン
- ギガントヒルズ
- ブオーン

★
- シュプリンガー
- ジェネラルダンテ
- メダパニシックル
- プロトキラー
- デーモンレスラー
- ポンポコあにき
- エビルチャリオット
- 病魔パンデルム
- ドラゴンライダー

★
- 炎の戦士
- パオーム
- ギリメカラ
- ランプの魔王
- 黒騎士レオコーン
- 少年レオソード

### Aランク
- ワニバーン
- ギガンテス
- うごくせきぞう
- 魔王の使い
- フラワーゾンビ
- バブルキング
- グレイトドラゴン
- ローズダンス
- バッファロン
- キラーマシン
- デュラン
- デスソシスト
- ゴールデンゴーレム
- プチットガールズ

- ナイトキング
- メタルカイザー
- アサシンブロス
- オーシャンクロー
- モヒカント
- ブル
- グラコス
- なげきのぼうれい
- じごくのマドンナ
- スライダーヒーロー
- ガルーダ
- アンクルホーン
- バル
- ボル
- ゲモン

- ピサロナイト
- メカバーン
- ローズバトラー
- キングレオ
- ベル
- ベリアル
- 死神きぞく
- マリンデュエル
- バズズ
- スカルスパイダー
- ゆうしゃスラリンガル
- ヘルクラウド
- レティス

★
- デンタザウルス
- ブリザードマン
- アンドレアル
- ウパソルジャー
- メガボーグ
- ギガミュータント
- スライムファミリー
- ずしおうまる
- ゴンス
- ジャミ
- イブール
- ゴレオン将軍
- ゲルニック将軍

★
- ドラゴンコープス
- ほうらい大王
- キマイラロード

★
- カプリゴン
- サンディ
- ゾーマズデビル

### Sランク
- メタルキング
- ブラックドラゴン
- ヘラクレイザー
- アトラス
- トラップボックス
- カンダタ
- デュラハーン
- スライムジェネラル
- ギガントドラゴン
- 大王イカ
- ドン・モグーラ
- キラーマシン2

- おにこんぼう
- ワイトキング
- 死神スライダーク
- はくりゅうおう
- スライムマデュラ
- りゅうおう
- バベルボブル
- ムドー
- バラモス
- ハーゴン
- シドー
- ガーゴイル

- グランスライム
- スラキャンサー
- オセアーノン
- ドルマゲス
- あんこくの魔神
- 最強スライム
- 最強ドラゴン
- 最強キメラ
- 最強モーモン
- 最強おどるほうせき
- 最強プチット族
- 最強がいこつ

★
- マポレーナ
- エビルプリースト
- ゲマ
- トライワインダー
- 長老ピピット
- シールドオーガ
- にじくじゃく
- ガマテウス

★
- タイタニス
- セルゲイナス
- ギュメイ将軍
- バルザック
- キングモーモン
- ドーク
- フォロボス
- スラ・ブラスター
- 暗黒皇帝ガナサダイ

### SSランク
- 竜王
- レオパルド
- デスピサロ
- ガンダタおやぶん
- 魔王ミルドラース
- ゴールデンスライム
- やまたのおろち
- わたぼう
- スーパーキラーマシン

- 大魔王ゾーマ
- グレイナル
- トロデ
- サージタウス
- 大魔王デスタムーア
- バルボロス
- 魔王オルゴ・デミーラ
- 神竜

- ダークドレアム
- 魔王ラプソーン
- 海王神
- エスターク
- 大魔王ラプソーン
- 竜神王
- 神鳥レティス

★
- カンダタワイフ
- 魔王ジェイム
- ダイヤモンドスライム
- ギガデーモン
- ワルぼう
- はぐれメタルキング
- かみさま
- わたぼう
- エリスグール
- エグドラシル

★
- トーポ
- じげんりゅう

### ??ランク
- スペディオ
- ガルハート
- グラブゾン
- ディアノーグ
- キングスペーディオ
- クインガルハート
- グラブゾンジャック
- ディアノーグエース
- デモンスペーディオ
- JOKER

- マスタードラゴン
- 闘神レオソード
- オムド・ロレス

★
- 邪獣ヒヒュルデ
- ガーディス
- 邪神レオソード[注 3]
- マカルギ
- エルギオス
- ヒヒュドラード

## 世界観
- 主人公たちの冒険の舞台となる孤島は、密林や雪山など多様な気候を持った島になっている。また飛行船・電気駆動のモニターやATMなど前作を引き継いだ近未来的なイメージのものも存在している。
- 天気や時間帯によって出てくるモンスターが変わっているので、1度クリアしたエリアなどに足を運ぶと、その時間帯や天候でしか登場しない敵と遭遇することがある。
- 前作（ジョーカー）から2年以上の歳月が経っていると思われる描写がある。

★マークの地名はプロフェッショナル版で追加されたことを示す。
飛行船
突然の嵐で不時着した飛行船。アイテム販売機やモンスター預かり所となり、主人公の拠点となる。周辺にはスライムが生息。
密林
飛行船の近くに広がるジャングル。弱いモンスターが多いが、昼間は巨大なミミズ、タイラントワームが徘徊している。
平原
川が流れる広々とした草原。雨が降ると地形が変化し、夜になるとウイングタイガーが飛び回る。
闘技場
平原にある洞窟。モグラたちが住んでおり、そこではバトルGPが開催されている。
雪山
辺り一面雪で覆われた地域。所々に氷の壁があり、それを壊さないと先へ進めない。昼はブオーンJrが歩き回っている。
断崖
草木の生えない崖。中間からは雪で覆われており、頂上にはレティスの巣がある。また、ある洞窟にはエスタークが眠っている。
海岸
水棲モンスターが多く住む海岸。洞窟の奥深くには海岸の主、オセアーノンが住み、海岸中にゲソアーノンと呼ばれる足を張り巡らせている。
遺跡
島の最西端に建つ遺跡。強力なモンスターが数多く住む。様々な仕掛けがある。
遺跡地下
遺跡の地下。とある試練を乗り越えないと入れず、中はとても複雑。最深部には戦の神が眠っている。
魔界
オムド・ロレスが作り出した世界。高ランクのモンスターが多く出没する。また、クリア後はマップが広がり、メタル系のモンスターのみが出没する光あふれる地に行けるようになる。
メタルエリア
メタルスライム、はぐれメタルがたくさん生息しているエリア。メタルチケットを使用すると入れる。滞在できる時間に制限があり、それを超えるとフィールドに戻される。
★ピピッ島
夢と現実の狭間にある異世界。無数の浮島で構成されている。本来は平和な場所だったが、現在はヒヒュルデの部下が各所を徘徊している。
★ブランパレス
ピピッ島の中央に建つ宮殿。ピピット族にとっての聖地にあたる場所で、本来はこの世界を統べる存在が住んでいたが、現在はヒヒュルデの居城と化している。クリア後は自分が負けるまで敵チームと戦い続けて賞金を得る「勝ちぬきバトル」と最強マスター決定戦の上位入賞者と戦える「最強マスター闘技場」に挑戦できる。

## 呪文
おおまかな概要については『ドラゴンクエストシリーズの呪文体系』を参照。

### 主人公呪文＆特技
ルーラ
一度行ったことのあるエリアに行く。今作では一部の場所を除きダンジョン内でも使用できる。
いざないルーラ
いざないの扉を開けたエリアで使うと、いざないの扉まで行く。
とうぞくのはな
自分がいるマップ画面内にあるアイテムの数が分かる。
ステルス
自分の姿が半透明になり、敵に見つからなくなる。敵と戦うか、マップから出ると効果がなくなる。

### 便利機能
まんたん
仲間モンスターが回復呪文を覚えている場合のみ使用可能。MPを消費してスタメン、スタンバイしているモンスターのHPを全回復する。
回復ボトル
仲間モンスターのHP・MPが減っている場合のみ使用可能。3回まで仲間全体のHP・MPを全回復する。3回全て使ってしまった場合は飛行船に戻ると使用回数が3回に戻る。

### 攻撃呪文
前作では廃止になっていた「ギラ系」が復活している。相手の残りHPに応じてダメージが変動する「ベタン系」が加わった。元ネタは『DRAGON QUEST -ダイの大冒険-』に登場するオリジナル呪文。今回は2つのタイプを持つ呪文が登場している。2つのタイプを持つ場合、相手の耐性が低い方のダメージを与える（例えばヒャド系弱点メラ系吸収のフレイムにメドローアを撃つとヒャド系のダメージを与える）。

### HP回復呪文
前作にあった「ベホマ」が廃止、代わりに「ベホイマ」になった。ベホマズンの回復量が全回復からHP350〜回復になった。リホイミを除き、かしこさが高いと回復量が上昇する。

### MP回復呪文
MP回復呪文に「マフエル」が加わった。

### 蘇生呪文
今作からザオリクで復活させた味方のHPは全回復せず、ザオラルと同じ1/2回復になった。蘇生呪文に「リザオラル」が加わった。

## 武器の種類
剣
特定の敵に対して多くダメージを与えるものが揃っている。
槍
特定の敵に対して多くダメージを与えるものや、装備すると会心の一撃を出しやすくなるものがある。
斧
特定の敵に対して多くダメージを与えるものや、装備すると会心の一撃を出しやすくなるものがある。アイテム販売機で買えるものの中で一番高い。
ハンマー
装備すると守備力を上げるものや、特定の敵に対して多くダメージを与えるもの、一撃で相手を倒すことがあるものが揃っている。
ムチ
敵全体を攻撃できる。特性「れんぞく」や「AI○回行動」が付いていても1回しか全体攻撃をしない。
ツメ
装備すると早さが上がる。
杖
装備すると賢さが上がる。配合で役に立つ杖が3種類ある。
また、どんな魔物でもこれだけは必ず装備できる。

## システム
前作と同じ最大3匹までを1組にしたチームバトルになっているものの、今作からモンスターには大きさの概念が登場し、1マス=小型モンスター1体という風になっている。そのため、大型モンスターは2マス、超巨大モンスターは3マス消費し、超巨大モンスターを出す場合は、他のサイズのモンスターが登場できないようになっている。小型モンスター・大型モンスター・超大型モンスターは、それぞれSサイズ（1マス）・Mサイズ（2マス）・Gサイズ（3マス）と大きさが分かれるが、Gサイズモンスターは一度ゲームをクリアし、スカウトリングを強化しないと使用はおろか、スカウトすることすらできない。Mサイズモンスターには、メガボディ、Gサイズモンスターには、ギガボディといった特性がある。メガボディは、通常攻撃や特技（メガンテ、ザオラル、ザオリク、精霊の歌を除く）で与えるダメージや回復量が1.2倍になり、レベル上昇時の能力値の上昇量が1.5倍になり、ギガボディは、通常攻撃や斬撃特技で（ギガスラッシュ、爆裂拳を除く）て敵全体を攻撃できる他、斬撃以外の特技（メガンテ、ザオラル、ザオリク、精霊の歌を除く）で与えるダメージや回復量が1.5倍になり、レベル上昇時の能力値の上昇量が2倍になるという効果の特性となっている。なお、今作より戦闘中の細かいメッセージ表示が廃止された。

### 成長限界
前作にもモンスターごとに成長限界が設定してあり、決められたステータス以上は上昇しなくなる。成長限界に達したステータスに「種」や「きのみ」を使おうとしても能力アップができなくなっている。今作ではモンスターに大きさの概念が登場したこともあり、HP・MP・攻撃・防御・早さ・賢さのステータスがドラクエシリーズ初の4桁を超えるようになった。ステータスが成長限界に達しても、「最大HP+10」や「攻撃力+5」など、スキル振りで覚える能力アップは有効である。また、レベルアップの上限も設定されており配合回数によって基本の50レベルから75、100レベル（ゲーム上の表記は「☆」）となる（99より上のレベルが登場したのも初めてである）。

### スカウト
前作と同様、特別な力を持った主人公のみ行える「スカウトアタック」を使用し仲間にする。今作から大型モンスターも仲間にできるようになった。なお、モンスターの攻撃力が高くなればなるほどスカウトの成功率は上がる。「AI2回行動」などの特性を持っているモンスターでも1回しか「スカウトアタック」をしなくなった。今作ではモンスターの名前を8文字まで入れることができる。登場するモンスター名には漢字が存在するが、仲間にした場合は漢字を使用できない。名前の欄の字をすべて消すと自動的にそのモンスターの種族名が名前となり、漢字が含まれていた場合は＊＊と伏字になる。

### スキル
前作と同じくレベルアップ時にもらえる「スキルポイント」の振り分け式。モンスターの大きさによって覚えられるスキルの数が最大5つになる。前作同様、ある特定の条件を揃えると、特別なスキルを覚えることも可能。

### パーティ
これまでと同様スタメン3匹・スタンバイ3匹。今作ではバトル中にスタメンとスタンバイの入れ替えが可能になった。残りのモンスターは預かり所に預ける形になる。仲間にできるモンスターは最大100匹だが、100匹を超えるとスカウトができなくなるので注意が必要。バトル中に能力UPのスキル＆アイテムを使った後にスタンバイと交換しても、能力UPはされたままである。しかし、悪い効果がついたり、ルカニなどの能力ダウンの効果も保持される。

### 配合
前作と同じく2匹のモンスターでの配合の場合、最大3パターンの結果が生じる。前作では親のスキルに割り振らなかったスキルポイントは1/4しか子に受け継がれなかったが、今作ではスキル割り振り分と同じく1/2が子に受け継がれる。あるモンスター同士を掛け合わせないと生まれないモンスターがいる。配合を有利にする杖がある。

### 四体配合
通常の配合と異なり、2つ前の世代が孫の種族を決定する配合。例えば、ドラキー同士の配合では通常はドラキーが生まれるが、祖父母の代がドラキー4匹なら、おおドラキーが生まれる。

### 強・最強モンスター
今作では新モンスターとして「強スライム」「最強スライム」などの名前で、『強種族』『最強種族』というモンスターが登場する。この強、最強種族は進化配合で作ることができるが、普通の配合と違ってレベル制限+同種類のモンスターの配合が必要。強種族を作る場合は、その元となるモンスターの2匹のレベルが20以上必要であり、また、最強種族の場合は強種族2匹のレベルが50以上必要。こうして生まれた強、最強種族は通常のものより能力値の上限、属性耐性が高く、特性も変化している。プロフェッショナル版ではAランク以下の全てのモンスターが最強モンスターへ配合可能で、F〜Dランクのモンスターは強種族（ランクはC）を経て最強種族（ランクはS）へ。C〜Aランクのモンスターは強種族が存在せず、直接最強種族へと進化配合できる。また、片方の親が一定以上のレベルでも進化配合できるようになった。

### 通信対戦
すれちがい通信によるバトルだけでなく、今作ではニンテンドーWi-Fiコネクションでのリアルタイム対戦（オンライン対戦）が可能になっている。すれちがい通信でのバトルは、『VI』と『IX』との連動が可能になっている（ただし、『VI』と『IX』には何も変化しないようになっている）。
すれちがいバトル
すれちがい通信状態のプレイヤーと通信し、相手のチームとバトルをする。前作同様相手チームのモンスターをスカウトすることが可能。勝利数が一定以上になると賞品がもらえる。また、一度対戦した相手の情報は「思い出の戦い」に8人分まで記録できるようになり、もう一度対戦できるようになった。まだモンスターのスカウトしていないチームの場合、1体だけスカウトできる。プロフェッショナルでは一度に3人まですれ違えるようになり、記録したチームを1つだけ配信できる。ただし、『VI』、『IX』とはすれ違いできなくなり、スカウトできるモンスターはAランク以下となった。
謎の盗賊団
カンダタ率いる謎の盗賊団。すれちがい通信で一定以上勝利後、すれ違った相手の代わりに登場し、戦闘となる。登場する敵はゲームの進行状況に応じて変わり、最終的にはカンダタおやぶんが登場することもある。プロフェッショナルでは一定以上すれ違った時に現れるようになり、登場する敵にカンダタワイフが追加された。また、スカウトはできないが、勝利すると相手パーティのいずれかのモンスターが仲間になる。
伝説のマスター
プロフェッショナルに登場。一定以上すれ違った時にすれちがい通信をすると現れるモンスターマスター。『DQM』のテリー、『DQM2』のルカとイルのどちらかが登場し、勝つと前者はわたぼう、後者はワルぼうが仲間になる。
すれちがいスペシャルデータ
イベント会場や特定の店舗で期間限定で配信されていた特別なパーティのデータ。ゲーム本編では仲間にできず、かつSランク以上のモンスターが多い。データを受信し、戦闘に勝つとそのモンスターを仲間にできる。普通のすれちがいデータ同様、他のプレイヤーに配信することもできる。
中断バトル
ドラクエ9でも指摘された通り、すれちがい通信のしやすさは在住地域によって大きく変わる。そのため、田舎暮らしのプレイヤーはすれちがい通信の機会に恵まれない。そんなプレイヤーに対しての救済措置として、すれちがい通信を始めてから3時間以上、誰もすれ違わずにすれちがい通信をやめると、中断バトルが発生、メタル軍団が出現する。謎の盗賊団同様、ゲームの進行状況で出現する敵が変わる。また、クリア後は6時間以上放置するとはぐれメタルが出現する。
世界モンスター選手権
ニンテンドーWi-Fiコネクションを用いて、世界モンスター選手権のランキングにパーティを登録することができる。自分のチームの強さに応じてビギナー級、マスター級、プロマスター級、ゴッドハンド級、ウルトラメガトン級のいずれかの階級が決定され、ダウンロードされた同じ階級のチーム5組と戦う。これを「ホーム戦」と呼ぶ。登録した自分のチームも他のプレイヤーにダウンロードされ、そのチームと対戦する。これを「アウェー戦」と呼び、ホーム戦とアウェー戦の合計点が1日ごとの勝ち点となる。
プロフェッショナルでは「最強マスター決定戦」に変更。階級は「F〜D RANK級」「C〜A RANK級」「S・SS RANK級」「むさべつ級」の4つから選べ、それぞれに対応したランクのモンスターでチームを作らないと参加できなくなった。また、前回の大会で多く使われた、あまり使われなかったモンスターも挙げられるようになり、後者のモンスターで作ったチームを使うと勝ち点が高くなる。

## その他
PC版と同じ日に公開された携帯版の公式サイトでは、主人公の待ち受け画面とイメージ画像の待ち受け画面が配信された。

## ドラゴンクエストモンスターズ ジョーカー2 プロフェッショナル
新モンスター・新マップを追加し、育成・配合や対戦を改良した強化版。Aランクのモンスター以下という制限はあるが、『ジョーカー2』から通信で移動させることが可能。

### 主な追加・変更点
- 新マップ「ピピッ島」追加。
- 新モンスターを124体追加。これに伴い、モンスターの分布と配合の組み合わせを変更。中には本作には野生で登場せず、配合でも作れなくなり、オリジナル版と通信しないと入手困難になったモンスターもいる。クリア後はF〜Dランクのモンスターの強種族も野生で登場する。
- 既存モンスターの能力の上限値、耐性、特性を変更。系統ごとの耐性や特定の特性を持つモンスターの弱点などの傾向ができた。
- タイラントワームの体色を変更。
- 平原の闘技場の入口のスライムがいなくなり、すぐ闘技場に入れるようになるなど、冒険が進めやすくなった。
- 新アイテム、武器を43種追加。これに伴い、一部の宝箱の中身を変更。
- 新スキルを55種追加。特技スキルの成長は最大2段階に減少したが、スキルで習得できる特技や順番、スキルの生成に必要な条件が変更され、スキルポイントを100以上振り分けないとマスターできないものも登場した。
- 新特技を33種追加。既存の特技の効果を一部変更。主に対戦において強力な特技は効果が弱くなり、消費MPが増加した。
- 新特性を53種追加。既存の特性の効果を一部変更。「メガボディ」「ギガボディ」は無くなり、「メガボディ ○回」「ギガボディ ○回」などが追加され、M、Gサイズのモンスターは全て複数回行動できるように。
- 戦闘で系統ごとに決められた条件を満たすとテンションが1段階上がる「系統テンションバーン」が起こるようになった。確率は種類によって違い、モンスターのサイズが大きいほど確率が上がる。
- 戦闘中、使用した呪文の効果が高まる「呪文会心」が出るようになった。
- 作戦「いろいろやろうぜ」は敵を弱体化させる「せんりょくうばえ」と味方に有利な状態変化を起こす「サポートたのむぞ」に分けられた。
- テンションが通常の状態のモンスターにテンションダウンの効果が発動すると、マイナス段階に下がるようになった。
- 世界モンスター選手権は「最強マスター選手権」に名称を変更。仕様も一部変更された。
- スカウトゲージの%に小数が追加。これにより、0パーセントは無くなった。
- 追加ストーリークリア後のエンドコンテンツとして、勝ち抜きバトルが追加。中断不可で、勝利するごとに敵のステータスが強化される。これを全滅するまで続ける。全滅した時に連勝数に応じて賞金及び始めて100連勝を達成した時にはスラ・ブラスターが仲間になる。全滅後、次回の挑戦時は1戦目からやり直しとなり、最大10000戦、9999連勝までカウントされる[注 4]。なお、中断できないことが問題視された為か、テリワン3D以降は棄権を選べば勝利数を保存してゲームを終了できるようになった。また、連勝から勝利数のカウント方式に変更となり、全滅しても1戦目に戻らなくなった。

## 攻略本
- ドラゴンクエストモンスターズジョーカー2
  - Vジャンプブックスゲームシリーズ ドラゴンクエストモンスターズ ジョーカー2 ランクアップナビゲーター（ISBN 978-4-08-779551-6）
  - Vジャンプブックスゲームシリーズ ドラゴンクエストモンスターズ ジョーカー2 パーフェクトマスターバイブル（ISBN 978-4-08-779561-5）
  - SE-MOOK ドラゴンクエストモンスターズ ジョーカー2 公式ガイドブック（ISBN 978-4-7575-2886-4）
  - SE-MOOK ドラゴンクエストモンスターズ ジョーカー2 最強データブック（ISBN 978-4-7575-2890-1）
  - SE-MOOK ドラゴンクエストモンスターズ ジョーカー2 究極対戦ガイドブック（ISBN 978-4-7575-2926-7）
- ドラゴンクエストモンスターズジョーカー2 プロフェッショナル
  - Vジャンプブックスゲームシリーズ ドラゴンクエストモンスターズ ジョーカー2 プロフェッショナル プロフェッショナルナビゲーター（ISBN 978-4-08-779595-0）
  - SE-MOOK ドラゴンクエストモンスターズ ジョーカー2プロフェッショナル 最強データブック for“PRO”（ISBN 978-4-7575-3191-8）